# Rashida Williams
Pour les articles homonymes, voir Jeffrey Williams et Williams.
Rashida Jeffrey Williams (né le 11 avril 1982) est un joueur de football barbadien qui évolue au poste de milieu de terrain.

## Carrière de joueur

### En équipe nationale
International barbadien des années 2000, Rashida Williams est l'auteur de 11 buts en 37 matchs disputés entre 2005 et 2014. Il se distingue lors des éliminatoires des Coupes caribéennes de 2007, 2008, 2010 et 2012 où il marque toujours au moins un but (voir section ci-dessous). En revanche, il ne dispute que très peu de rencontres de qualification à la Coupe du monde (seulement 2 matchs et 1 but lors des éliminatoires 2010).

#### Buts en sélection
| Buts en sélection de Rashida Williams | Buts en sélection de Rashida Williams | Buts en sélection de Rashida Williams                      | Buts en sélection de Rashida Williams | Buts en sélection de Rashida Williams | Buts en sélection de Rashida Williams | Buts en sélection de Rashida Williams |
|                                       | Date                                  | Lieu                                                       | Adversaire                            | Score                                 | Résultat                              | Compétition                           |
| ------------------------------------- | ------------------------------------- | ---------------------------------------------------------- | ------------------------------------- | ------------------------------------- | ------------------------------------- | ------------------------------------- |
| 1.                                    | 17 septembre 2006                     | Grand Bay (Dominique)                                      | Dominique                             | 0-4                                   | 0-5                                   | Match amical                          |
| 2.                                    | 22 septembre 2006                     | Antigua Recreation Ground, St John's (Antigua-et-Barbuda)  | Antigua-et-Barbuda                    | 1-1                                   | 1-3                                   | QCAR 2007                             |
| 3.                                    | 6 février 2008                        | Windsor Park, Roseau Dominique                             | Dominique                             | 1-1                                   | 1-1                                   | QCM 2010                              |
| 4.                                    | 26 septembre 2008                     | Warner Park, Basseterre (Saint-Christophe-et-Niévès)       | Îles Vierges britanniques             | 0-1                                   | 1-2                                   | QCAR 2008                             |
| 5.                                    | 28 septembre 2008                     | Warner Park, Basseterre (Saint-Christophe-et-Niévès)       | Saint-Christophe-et-Niévès            | 1-3                                   | 1-3                                   | QCAR 2008                             |
| 6.                                    | 8 février 2009                        | Barbados National Stadium, Bridgetown (Barbade)            | Grenade                               | 1-0                                   | 5-0                                   | Match amical                          |
| 7.                                    | 8 février 2009                        | Barbados National Stadium, Bridgetown (Barbade)            | Grenade                               | 4-0                                   | 5-0                                   | Match amical                          |
| 8.                                    | 6 octobre 2010                        | Victoria Park, Kingstown (Saint-Vincent-et-les-Grenadines) | Saint-Christophe-et-Niévès            | 1-0                                   | 1-1                                   | QCAR 2010                             |
| 9.                                    | 29 mai 2011                           | Barbados National Stadium, Bridgetown (Barbade)            | Guyana                                | 1-0                                   | 1-1                                   | Match amical                          |
| 10.                                   | 2 septembre 2012                      | Victoria Park, Kingstown (Saint-Vincent-et-les-Grenadines) | Saint-Vincent-et-les-Grenadines       | 1-1                                   | 1-1                                   | Match amical                          |
| 11.                                   | 23 septembre 2012                     | Kensington Oval, Bridgetown (Barbade)                      | Dominique                             | 1-0                                   | 1-0                                   | QCAR 2012                             |

## Palmarès
- Notre Dame SC
  - Champion de la Barbade en 2008 et 2010.
  - Vainqueur de la Coupe de la Barbade en 2008 et 2010.

- Weymouth Wales FC
  - Champion de la Barbade en 2018.